# عبدالرحمن محسن
عبدالرحمن محسن (انگلیسی: Abdulrahman Mohsen؛ زادهٔ ۲۲ ژوئیهٔ ۱۹۹۱) یک بازیکن فوتبال اهل قطر است.